# Összecsukható esernyő
Az összecsukható esernyő kisméretű esernyő, amelyet 1926-ban találtak fel.

## Előzmények

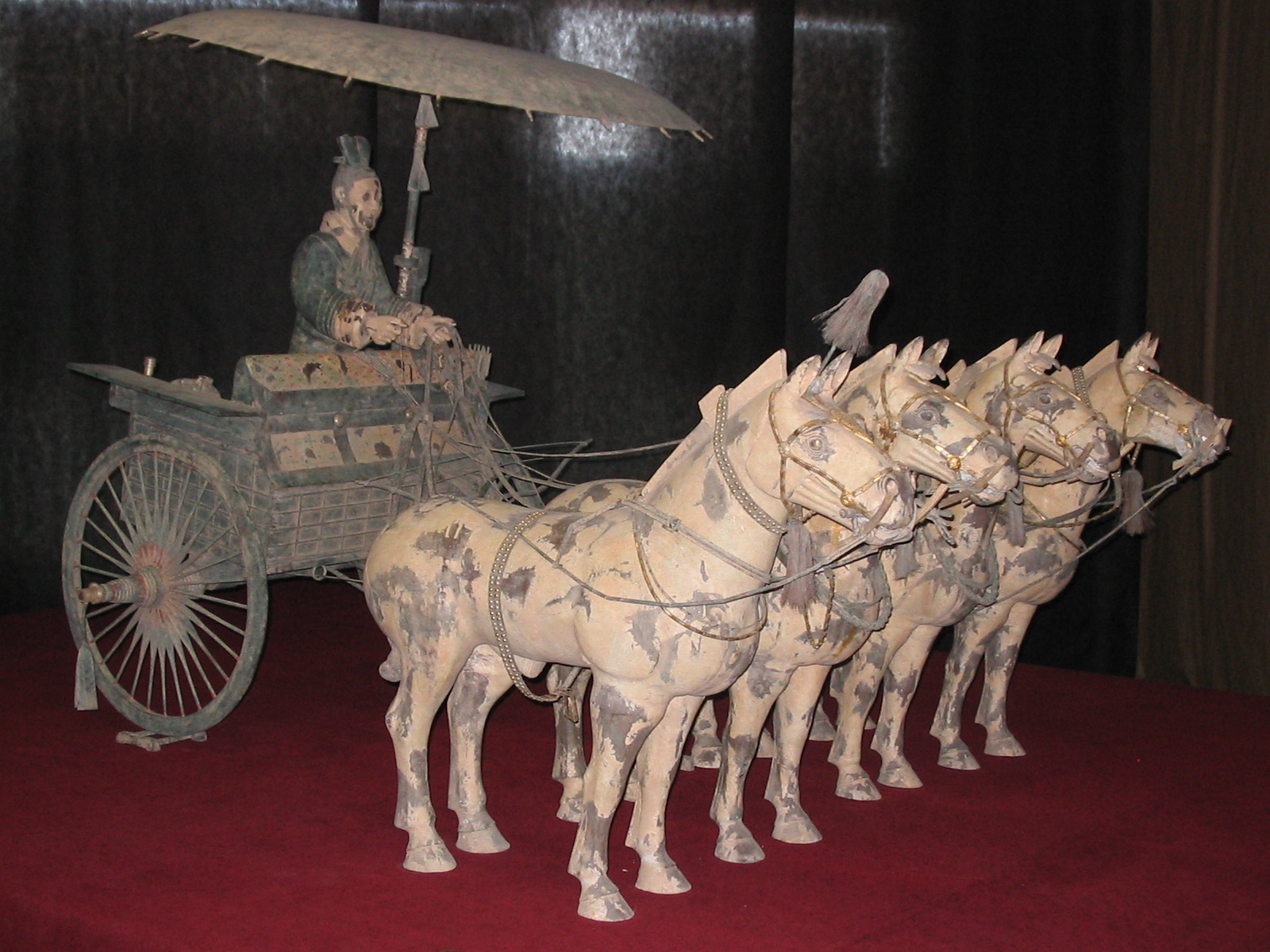
Egy ernyő biztonságos rögzítése az Agyaghadsereg egyik kocsiján, Csin Si Huang-ti császár sírján (i. e. 210)

A napsugarak és az eső ellen védő merev ernyőket már az ókorban használtak. Az első ismert ábrázolás Kínából, az i. e. 11. századból származik, később Ninivéből és Thébából is kerültek elő hasonló leletek.

## Története

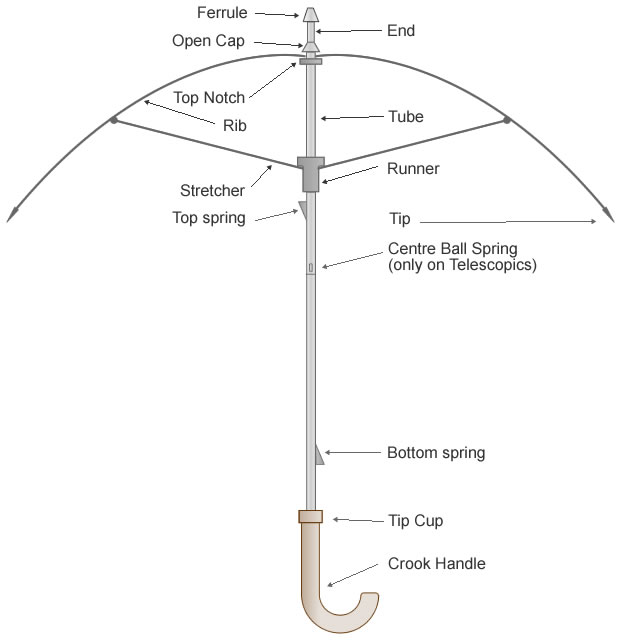
Összecsukható esernyő

A mai összecsukható esernyő elődjének szabadalmát John Beale regisztráltatta 1786-ban. 1840-ben már negyven különféle esernyő-szabadalom létezett. A tömeggyártás széles körben való elterjedést az ipari forradalomnak köszönhette, a legtöbb esernyőt Angliában gyártották, és forgalmazták Európa néhány országában, valamint az Amerikai Egyesült Államokban.

Az esernyőt először divatcikként kezelték, a merevítése halcsont, a nyele ébenfa, a díszítése ékkő és/vagy csipke volt. A tömeggyártás az olcsóbb előállítást követelte meg, ezért - Henri Holland szabadalma alapján - acélmerevítést használtak, amit Samuel Fox 1852-ben U alakú Paradon bordázattal tökéletesített, ez van a mai esernyőkben is.

## A Balogh fivérek találmánya
Az összecsukható, zsebben hordható esernyő az 1920-as években a Vas vármegyei Uraiújfaluból indult útjára. (Korábbi típusa semmiképp nem nevezhető a mai értelemben „összecsukhatónak”. Úgy nézett ki, mintha „kettétörték volna”.) Feltalálói az 1920-tól 1940-ig működő gyárában készült az első, már majdnem automatának mondható esernyő. Sokáig kerestek kivitelezőt Magyarországon, de nem találtak, ezért egy, az akkoriban nyugatra induló rokonuknak adták az összecsukható esernyő prototípusát, hogy próbáljon vele szerencsét. A későbbiekben a találmány „zöld utat kapott” Ausztriában, Németországban, Csehországban, Lengyelországban, Belgiumban, Franciaországban, Angliában, majd az USA-ban.

### A Balogh testvérek
Balogh Károly 1881-ben született Ostffyasszonyfán, géplakatosi vég-zettségét Sárváron szerezte. Ezt követően Sopronban, Sárváron, Bécsben, Badenben  1906-ra önálló lett. Testvére, Balogh Kálmán 1893-ban született. Szakmáját a fivérétől tanulta, a műhelyet pedig közösen alapították meg az 1920-as években. A műhely alapvetően vasmegmunkálással foglalkozott, a benne született új ötletek közül a legjelentősebb az összecsukható esernyő lett.

### Esernyőnap Uraiújfaluban
Néhány éve a találmány Uraiújfalura irányította a figyelmet. Minden évben, a falunapon esernyőfesztivált rendeznek, és hirdetik, hogy itt találták fel a manapság sokak által használt, zsebben hordható, összecsukható esernyőt.